# 徐眾
徐眾 （？年—？年），東晉時期人物。咸康中為黃門郎，建元初進侍中。撰有《三國評》三卷。《隋書·經籍志》稱其為《三國志評》，《舊唐書·經籍志》與《新唐書·藝文志》則為《三國評》，裴松之作三國志注引用其文獻時稱其為《三國評》。徐眾本人詳情無可考。